# Jej dzieci
Jej dzieci (tyt. oryg. Fëmijët e saj) – film fabularny produkcji albańskiej z roku 1957, w reżyserii Hysena Hakaniego.

## Opis fabuły
Pierwszy nakręcony przez Albańczyków film fabularny, krótkometrażowy. Akcja filmu rozgrywa się w jednej ze wsi w północnej Albanii, w latach 50. XX w.
Wściekły pies pogryzł syna Fatimy. Lekarz pracujący we wsi radzi, aby Fatima pojechała z synem do miasta, gdzie dostanie zastrzyk surowicy. Fatima woli skorzystać z usług Remji, znachorki, która leczy jej syna przy pomocy magii. Syn Fatimy umiera.
Zdjęcia do filmu realizowano w Tiranie.

## W rolach głównych
- Marie Logoreci jako Fatima
- Naim Frashëri jako nauczyciel
- Loro Kovaçi jako Beqiri
- Pjetër Gjoka jako lekarz
- Xhemal Berisha jako Petrit
- Bejtulla Turkeshi jako Hallë Remja
- Esma Agolli jako narzeczona
- Vangjeli Pikuli jako pielęgniarka
- Marika Kallamata jako wieśniaczka
- Tef Pali